# Lindbergina aurovittata
Lindbergina aurovittata är en insektsart som först beskrevs av Douglas 1875.  Lindbergina aurovittata ingår i släktet Lindbergina och familjen dvärgstritar. Inga underarter finns listade i Catalogue of Life.